# Susanne Erichsen
Susanne Erichsen, nata Susanne Firle (Berlino, 30 dicembre 1925 – Berlino, 13 gennaio 2002), è stata una modella e imprenditrice tedesca.

## Biografia
Il 15 giugno 1945 sposò il norvegese Sven Erichsen. All'epoca, diciannove anni, lei e il suo nuovo marito furono deportati, separati e mandati nei campi di lavoro forzato sovietici. Dopo cinque mesi, suo marito fece ritorno in Norvegia, e lei non lo vide mai più. Arruolata per ricostruire Stalinogorsk, ha fatto due anni di lavori forzati, incluso il lavoro degli schiavi in una miniera di carbone in Siberia. Non fu rimandata a casa a Berlino fino al 1947, quando, a causa della fame e degli abusi, era troppo malata per essere di ulteriore utilità.
Tornata in Germania, viene scoperta da una giornalista di moda e negli anni successivi lavora come modella e fotomodella. Durante una vacanza sull'isola di Sylt all'inizio dell'estate del 1950, partecipò al concorso di bellezza Miss Schleswig-Holstein e lo vinse. Il 2 settembre 1950 fu incoronata Miss Germania al Kurhaus di Baden-Baden. Hanno partecipato stilisti berlinesi come Heinz Oestergard e Gehringer & GLUPP. La cerimonia di premiazione è stata quasi uno scandalo; cinque dei sette giudici hanno protestato per il fatto che Erichsen fosse stato sposata in precedenza, ciò violava le regole. Tuttavia, poiché il matrimonio di Erichsen era stato ufficialmente annullato dopo pochi mesi, vinse ugalmente il concorso. Cinque giorni dopo, il 9 settembre, ha partecipato al concorso di Miss Europa a Rimini. 
Nel 1952 viaggiò come "Ambasciatrice della moda tedesca" negli Stati Uniti. La rivista Life le ha dedicato un articolo di tre pagine. All'agenzia di New York, Frances Gill, modelle del suo calibro hanno ricevuto quasi 100 dollari l'ora (quindi 420 dollari), più di quanto vengono retribuiti metà dei lavoratori dell'industria tedeschi in un mese. Dopo il suo soggiorno negli Stati Uniti, Erichsen ha iniziato a disegnare la sua linea di moda. Ha fondato la casa di moda Susanne Erichsen GmbH per giovani modelli, con uno spazio di vendita al dettaglio sul Kurfürstendamm, e stabilimenti di produzione a Berlino-Tempelhof. Le si attribuisce il merito di aver introdotto il concetto di "adolescente" nel vernacolo tedesco. Nel 1967 ha fondato a Berlino una scuola di manichini e modelli, che ha diretto per molti anni. All'inizio del 2002 Erichsen morì per le conseguenze di un ictus. La sua autobiografia è stata completata dalla coautrice ed editrice Dorothée Hansen.